# Чарах (приток Аварского Койсу)
Чарах — река в России, протекает по Тляратинскому району Дагестана. Длина реки составляет 15 км. Площадь водосборного бассейна — 78,5 км².
Исток на горе Аддала-Шухгельмеэр, в начале течёт в юго-юго-восточном направлении, после впадения притока Тансдериор поворачивает на восток. Устье реки находится в селе Албания (Тох-Орда), в 105 км по левому берегу реки Аварское Койсу.
Основной приток — Тансдериор, впадает справа.
На реке расположены села входящие в состав Хиндахского сельсовета Тляратинского района.

## Данные водного реестра
По данным государственного водного реестра России относится к Западно-Каспийскому бассейновому округу, водохозяйственный участок реки — Сулак от истока до Чиркейского гидроузла. Речной бассейн реки — Терек.
Код объекта в государственном водном реестре — 07030000112109300000926.